# Royal Bank of Canada

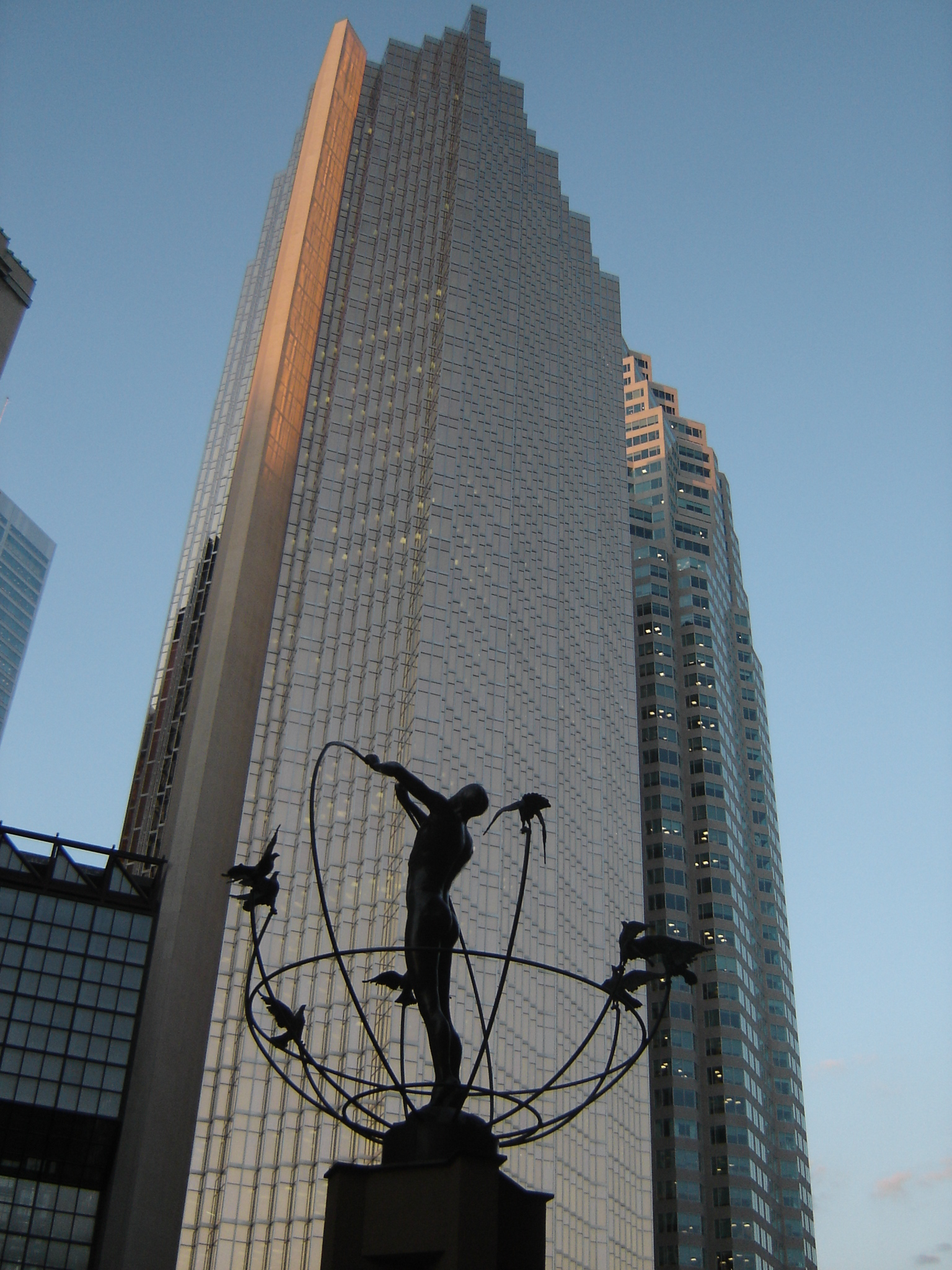
Royal Bank Plaza in Toronto, Firmensitz der Royal Bank of Canada

Die Royal Bank of Canada (frz. Banque royale du Canada) ist Kanadas größte Bank. Das Unternehmen ist im kanadischen Aktienindex S&P/TSX 60 gelistet und an der Toronto Stock Exchange notiert. Die Royal Bank of Canada hat über 1.300 Niederlassungen in Kanada und etwa 80.000 Angestellte in derzeit 55 Ländern. Die Royal Bank of Canada ist unter dem Kürzel RBC bekannt. Die RBC hat ihren rechtlichen Hauptsitz in Montreal während sich der operative Sitz in Toronto befindet. Laut Forbes-Liste der 2000 weltweit größten Unternehmen belegt die Royal Bank of Canada den 68. Rang.

## Geschichte
Die Royal Bank of Canada wurde 1864 unter dem Namen Merchants Bank in Halifax gegründet. Die Gründer waren Kaufleute aus Halifax, mit dem Ziel, die Fisch- und Holzindustrie und den Handel mit Europa voranzutreiben. In ihren Anfangsjahren war die Bank mehr mit England verbunden als mit dem Hinterland Kanadas. 1869 wurde der Name der Bank in Merchants' Bank of Halifax geändert, um der Expansion nach New Brunswick und Prince Edward Island gerecht zu werden. 1882 wurde die erste Niederlassung außerhalb Kanadas auf den Bermudas eröffnet.
Mit der ersten Niederlassung in Montreal im Jahr 1887 begann schließlich die Zeit der kontinentalen Expansion. In kürzester Zeit wurden Niederlassungen in British Columbia, Manitoba, Saskatchewan und Alberta gegründet. 1901 wurde der Name der Bank abermals geändert in den heute bekannten Royal Bank of Canada. 1907 wurde der Hauptsitz nach Montreal verlegt.

### Fusionen
In ihrer Geschichte hat die Royal Bank of Canada Fusionen mit anderen kanadischen Banken vollzogen:
- Union Bank of Halifax (1910)
- Traders Bank of Canada (1912)
- Quebec Bank (1917)
- Northern Crown Bank (1918)
- Union Bank of Canada (1925)
- Royal Trust (1993)
- Dexia (2006)

## Geschäftsbereiche
Royal Bank of Canada ist ein Zweig der RBC Financial Group:
- RBC Royal Bank
- RBC Centura — USA Geschäft
- RBC Capital Markets
- RBC Investor & Treasury Services
- RBC Insurance

Die Aktie der Bank wird sowohl an der Torontoer als auch der New Yorker Börse unter dem Symbol RY gehandelt.

## Mitgliedschaften
Die RBC ist Mitglied der Canadian Bankers Association (CBA) und registriertes Mitglied der Canada Deposit Insurance Corporation (CDIC), eine Agentur auf Bundesebene, die den Geldverkehr aller amtlich registrierten Banken Kanadas sichert. Außerdem ist sie Mitglied folgender Gruppen:
- Interac
- VISA International
- PLUS Network für VISA Karten
- NYCE Netzwerk

## Kritik
Der Royal Bank of Canada wurde im Jahr 2010 der Negativpreis Public Eye Award in der Kategorie „Global“ verliehen für die Finanzierung der umweltschädlichen Gewinnung von Erdöl aus Teersand.